# Steven Boen
Steven Boen (1 september 1984) is een Vlaams acteur.
Hij speelde vele gastrollen in onder andere Code 37, Vermist, Witse en Flikken. In 2010 werd hij bekend met zijn rol als oplichter in De Oplichters op VT4. In het najaar van 2010 volgden rollen in de Ketnet-serie De 5e boog en als Jens in de VTM-telenovelle Ella.

## Filmografie
- 2018 - Professor T. als Jan-Pieter Pinceel in de aflevering "Queen Olivia"
- 2016-2017 - Ghost Rockers als Frederik "Fré" Weyns in seizoen 3
- 2015 - 4Jim als Christian in aflevering 10, 11 en 12
- 2015 - Vermist als Tristan De Keersmaeker in de aflevering "Tristan"
- 2014 - In Vlaamse velden als Eduard
- 2013 - Ontspoord als Daan in de aflevering "Daisy V"
- 2013, 2014 - Aspe als Serge Truyens in de afleveringen "Troebel verleden 1" en "Troebel verleden 2" en “Represaille”
- 2012 - Quiz Me Quick als jonge Roger Sterckx
- 2012 - De zonen van Van As als Wouter
- 2011 - Dubbelleven als Stijn in de aflevering Wat ik wil
- 2010-2011 - Ella als Jens
- 2010 - De Oplichters als zichzelf
- 2010 - De 5e boog als Arne
- 2010 - Dag & Nacht: Hotel Eburon als Nick in aflevering 2
- 2010 - Zone Stad als Laurens in de aflevering Welpen en wolven
- 2009-2010 - David als Casper
- 2010 - Zwart water (film) als Rijkswachter
- 2010 - Goesting als Stefan in de aflevering Nigella
- 2009 - Flikken Maastricht als Speed in de aflevering Eeuwige trouw
- 2009 - Code 37 als Matteo Dierckx in de aflevering Zonder bijsluiter
- 2009 - Click-ID als Lenny in de aflevering Sweet 16 & de clip
- 2009 - LouisLouise als Andy in aflevering 112
- 2008 - Witse als Johan Wellens in de aflevering Dilemma
- 2008 - Flikken als Matteo Cnuts in de afleveringen De plaag 1 en De Plaag 2
- 2008 - Vermist (televisieserie) - David de Laet
- 2007 - Vermist als David de Laet
- 2007 - De laatste zomer als Jimmy
- 2006 - 6pack als zichzelf